# Ømni (Angra)
Ømni è il nono album in studio del gruppo musicale brasiliano Angra, pubblicato nel 2018. È il primo album che vede come chitarrista Marcelo Barbosa in temporanea sostituzione di Kiko Loureiro, entrato nel frattempo in pianta stabile nei Megadeth.

## Tracce
1. Light of Transcendence – 4:36
2. Travelers of Time – 4:27
3. Black Widow’s Web – 5:49
4. Insania – 5:31
5. The Bottom of My Soul – 4:19
6. War Horns – 4:43
7. Caveman – 5:53
8. Magic Mirror – 6:58
9. Always More – 4:43
10. ØMNI - Silence Inside – 8:31
11. ØMNI - Infinite Nothing (Strumentale) – 5:14

## Formazione

### Gruppo
- Fabio Lione - voce
- Marcelo Barbosa - chitarra
- Rafael Bittencourt - chitarra e voce
- Felipe Andreoli - basso
- Bruno Valverde - batteria

### Altri musicisti
- Alessio Lucatti - tastiere
- Nei Medeiros - tastiere (tracce 4, 9)
- Dedé Reis - percussioni (tracce 2, 3, 6, 7)
- Wellington Sancho - percussioni (tracce 5, 8–10)
- Tiago Loei - percussioni (traccia 4)
- Francesco Ferrini - orchestrazioni
- Kiko Loureiro - chitarra solista (traccia 6)
- Alissa White-Gluz - voce (traccia 3)
- Sandy - voce (traccia 3)
- Alírio Netto - cori
- Detonator - cori

### Produzione
- Jens Bogren - produzione
- David Castillo - ingegnere del suono
- Linus Corneliusson - Assistente missaggio
- Tony Lindgren - Master
- Henrique Grandi - Fotografia
- Daniel Martin Diaz - Copertina